# Овчинниково (Великолуцький район)
Овчинниково (рос. Овчинниково) — присілок в Великолуцькому районі Псковської області Російської Федерації.
Населення становить 36 осіб. Входить до складу муніципального утворення Пореченська волость.

## Історія
Від 2014 року входить до складу муніципального утворення Пореченська волость.

## Населення
| 2001 | 2002 | 2010 |
| ---- | ---- | ---- |
| 30   | ↗37  | ↘36  |